# Dekompilator
Dekompilator – program przekształcający język maszynowy lub kod bajtowy do postaci języka wyższego poziomu. Proces tłumaczenia kodu nazywa się dekompilacją. Dekompilacja nie odtwarza kodu źródłowego programu sprzed jego kompilacji, a jedynie postać źródłową w pewnym języku wyższego rzędu (zależnym od dekompilatora) i mającą identyczne działanie jak dekompilowany kod.
Przykładami dekompilatorów są projekt Ghidra oraz IDA.